# 波琳
波琳是日本遊戲設計師宮本茂設計的一個任天堂公司的電子遊戲大金剛系列和瑪利歐系列作品中的角色之一。她首次出現在1981年街機遊戲《大金剛》中，飾演遇險少女，被一隻大猩猩名為大金剛（現在叫庫朗奇剛）俘虜並關押在一個大型建築工地的頂部。早期設定是瑪利歐的女友，至1985年《超级马力欧兄弟》推出後被碧姬公主取而代之。目前擔任大都會紐頓市的市長，設定為瑪利歐的好友。

## 歷史

### 構思和創作
波琳是由當時任天堂開發第一部的職員宮本茂和其他開發人員為1981年的街機遊戲《大金剛》中創建，是電子遊戲史上第一位會說話的女性角色，並被引用為小說中遇險少女的著名例子。任天堂藝術作品描繪了大金剛在紐約市（後來改稱紐頓市）的一個建築工地上被捕獲，她像1933年的電影《金剛》一樣衣衫襤褸，穿著破爛的紅色連衣裙（遊戲中為粉紅色）和細紅色高跟鞋，搭配金色頭髮的人物形象。她最初僅被稱呼為「Lady」或「Queen of music songs」，設定是瑪利歐（當時被稱為「Jumpman」）的女朋友。波琳（Pauline）這個名字是以時任任天堂美國倉庫經理（現為任天堂美國營運執行副總裁）唐·詹姆斯（Don James）當時女朋友，現任妻子波莉·詹姆斯（Polly James）的名字命名，使用於北美版本。《大金剛》於日本和北美發行後，開始被用於授權的商品（包括Coleco出版的人物集和一本圖畫書）與大量家用遊戲機平台移植（例如雅達利2600），最終任天堂亦於1983年7月15日在日本的紅白機發行官方移植版（三款首發遊戲之一，另外兩款同樣是街機移植的《大金剛Jr.》和《大力水手》），使用與日版街機一樣的遊戲封面，但波琳的角色名稱仍然稱她為「Lady」。有趣的是，Game & Watch版《大金剛》的平面廣告中稱她為路易絲（Louise）。

### 大金剛系列
在1994年推出Game Boy版的《大金剛》（又稱《大金剛GB》或《大金剛'94》），波琳再次出現在遊戲中，日版角色名字也正式確定命名為「波琳」，她被大金剛跟兒子大金剛二世（大金剛Jr.）一起綁架。與前作不同的是，她被重新設計成棕色髮型，以避免與同樣是金色髮型的碧姬公主混淆，並改為穿着紅色連衣長裙（《大金剛GB》中仍然是破爛的紅色連衣裙）和黑色高跟鞋，成為現在的形象。
Game Boy版《大金剛》之後她沒有再出現在系列中，直到在2006年發行的《瑪利歐vs.咚奇剛2 迷你大行進！》中重新登場，並首次設有配音（配音員資料不明），之後出現在所有的後續作品。
在2025年推出的《咚奇剛 蕉力全開》，波琳以年青時期的形象首次出現在遊戲中，成為主要夥伴角色，並擁有以歌聲驅動特殊能力的設定。

### 超級瑪利歐系列
2017年推出的《超級瑪利歐 奧德賽》標誌着波琳首次在超級瑪利歐系列登場，並提及她擔任大都會紐頓市的市長，喜好是唱歌。製作人小泉歡晃告知電子遊戲網站Polygon，波琳演唱了遊戲的主題曲〈Jump Up, Super Star!〉，並指出“當我們將波琳塑造成一個角色時，我們知道她會對爵士樂感到有興趣......對我們來說，瑪利歐遊戲中第一首帶有人聲的歌曲是很有趣 ”。然而這是不準確的，因為之前在《超級瑪利歐酷跑》曾有過一首帶有人聲的曲目，該曲目是在《奧德賽》前一個月發佈的更新中添加的。
波琳的現任配音員是來自美國的凱特·希金斯，她同時是歌手和爵士鋼琴家。

## 其他登場遊戲
波琳在1981年發行的《大金剛》首次登場後，再次出現在1983年發行的《彈珠枱》和1984年推出的Famicom BASIC中。
2017年發行的《超級瑪利歐 奧德賽》是標誌著為波琳出現在其他瑪利歐系列的作品中鋪路（儘管《瑪利歐vs.咚奇剛》是屬於大金剛和瑪利歐的子系列）。首先於2019年3月，波琳作為《瑪利歐網球 王牌高手》中的DLC角色在瑪利歐系列體育遊戲中首次亮相並成為可操控角色。同年9月，波琳在《瑪利歐賽車巡迴賽》中首次於瑪利歐賽車系列中亮相，也是與《瑪利歐賽車8 豪華版》中成為可操控的DLC角色。波琳還曾在2021年發行的《瑪利歐高爾夫 超級衝衝衝》和2022年發行的《瑪利歐激戰前鋒 戰鬥聯賽》（DLC角色）中作為可操控角色出現。2024年，波琳在同年10月發行的《超級瑪利歐派對 空前盛會》中首次於瑪利歐派對系列中亮相並成為可選的隱藏角色。2025年6月，波琳首次在《瑪利歐賽車世界》中成為預設可選角色。
在《任天堂明星大亂鬥 特別版》中，波琳和她的樂隊出現在「紐頓市」場地舞台上；通過與它們互動，玩家可以在音樂中添加額外的樂器和人聲。